# أبو بكر أسينغا
أبو بكر أسينغا (من مواليد 13 يونيو 1983) هو سياسي تنزاني يعمل حاليًا كعضو برلماني عن الحزب الثوري عن دائرة كيلومبيرو منذ نوفمبر 2020. كان السكرتير الإداري لمنطقة رومبو في كليمنجارو.